# 志水雪
志水雪（日语：志水ゆき）是日本BL漫畫家。代表作品是《LOVE MODE》和《是－ZE－》。
最新的作品為《花鳥風月》, 2011年連載至今。

## 作品列表
- LOVE MODE（愛的迷戀模式）、全11冊
- 巧色的美味關係（レシピ）、全1冊
- 是－ZE－、全11冊
- 新娘是奧先生
- 花鳥風月、連載至第75話

## 外部連結
- （日語）志水雪15周年紀念網頁 （页面存档备份，存于）
- （日語）志水雪15周年官方Blog